# Sardinia Radio Telescope

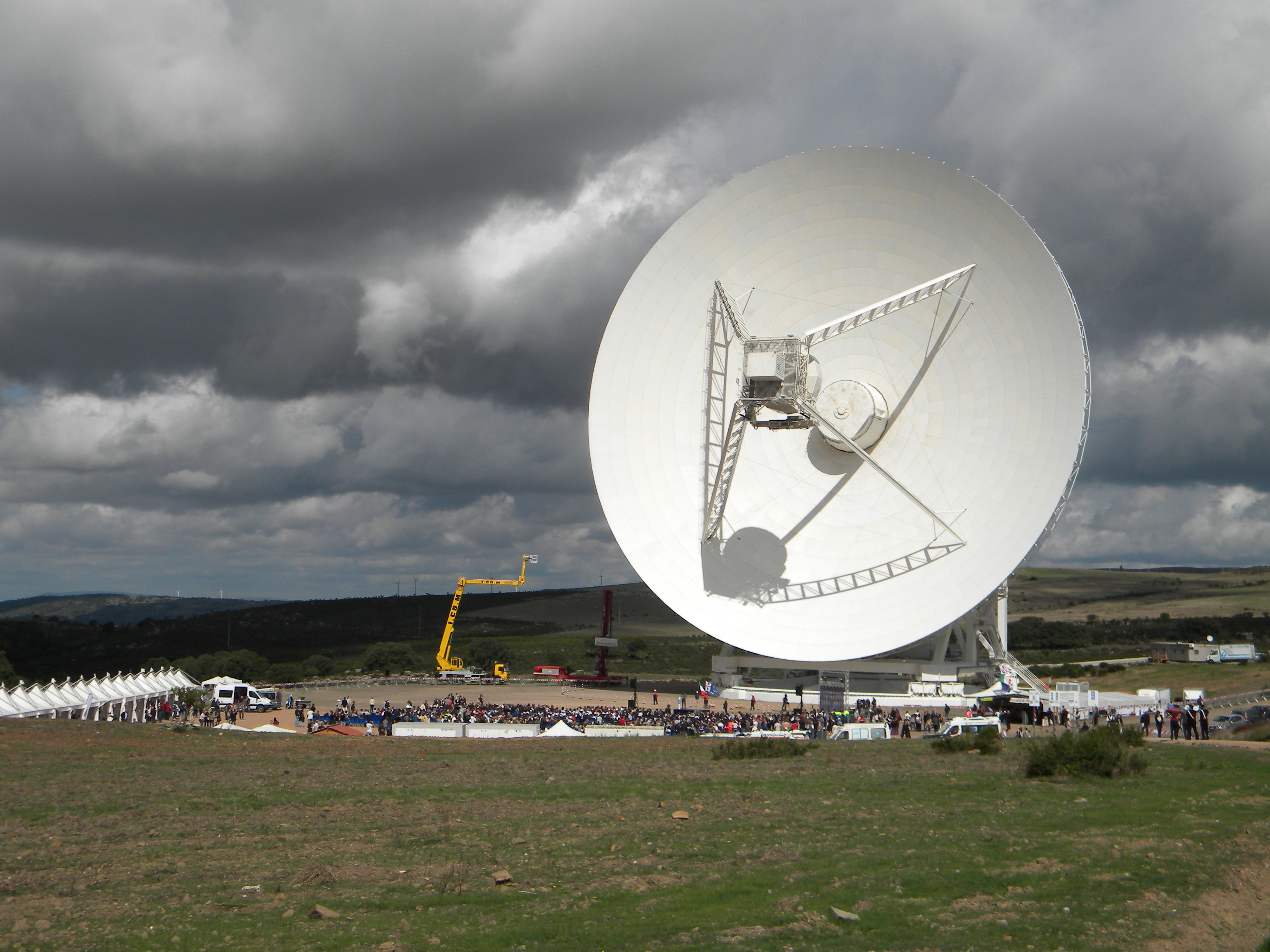
Il radiotelescopio nel giorno dell'inaugurazione

Il Sardinia Radio Telescope (spesso abbreviato in SRT) è un radiotelescopio situato in località Pranu 'e sànguni, nel territorio del comune di San Basilio, in provincia di Cagliari al momento dell'inaugurazione, oggi nella provincia del Sud Sardegna.
Il Sardinia Radio Telescope è il terzo strumento di questo tipo installato in Italia, dopo quelli di Medicina (BO) e di Noto (SR), nonché il più avanzato tecnologicamente e quello di maggiori dimensioni.

## Realizzazione e operatività
Il Sardinia Radio Telescope è stato realizzato ed è gestito dall'Istituto Nazionale di Astrofisica (INAF) tramite l'Osservatorio astronomico di Cagliari, l'Istituto di Radioastronomia di Bologna e l'Osservatorio astrofisico di Arcetri.
La costruzione è avvenuta con il contributo del Ministero dell'Istruzione, dell'Università e della Ricerca, della Regione Autonoma della Sardegna e della Agenzia Spaziale Italiana.
L'assemblaggio dello strumento è iniziato nell'autunno del 2006, dopo il completamento del basamento di fondazione, e si è concluso nella primavera del 2011. Il costo complessivo è stato di circa 60 milioni di euro.
Il collaudo meccanico dello strumento è stato completato alla fine del mese di gennaio del 2012. La ditta costruttrice ha quindi consegnato il cantiere all'INAF, che ha iniziato le procedure di collaudo tecnico. Il radiotelescopio ha visto la prima luce l'8 agosto del 2012, quando è stato puntato in direzione della radiosorgente Hydra A, una radiogalassia situata nella costellazione dell'Idra. In seguito è stata avviata una fase di test per la validazione scientifica dello strumento. Nel maggio del 2013, durante questa fase, il team di ricerca del SRT è stato coinvolto nello studio di una magnetar, PSR J1745-2900, situata nei pressi del centro della Via Lattea. Il radiotelescopio ha permesso la misura di un segnale di grande qualità, confermando in modo inequivocabile l'emissione radio della magnetar e dando dimostrazione delle sue notevoli potenzialità in ambito scientifico. Questa osservazione ha dato luogo alla prima pubblicazione scientifica basata su dati raccolti dal SRT. Con questo ed altri risultati di rilievo internazionale, è stata completata nel 2015 la fase di validazione scientifica, e dall'inizio del 2016 lo strumento è pienamente operativo.
L'inaugurazione ufficiale ha avuto luogo con una cerimonia pubblica il 30 settembre del 2013.

## Caratteristiche tecniche

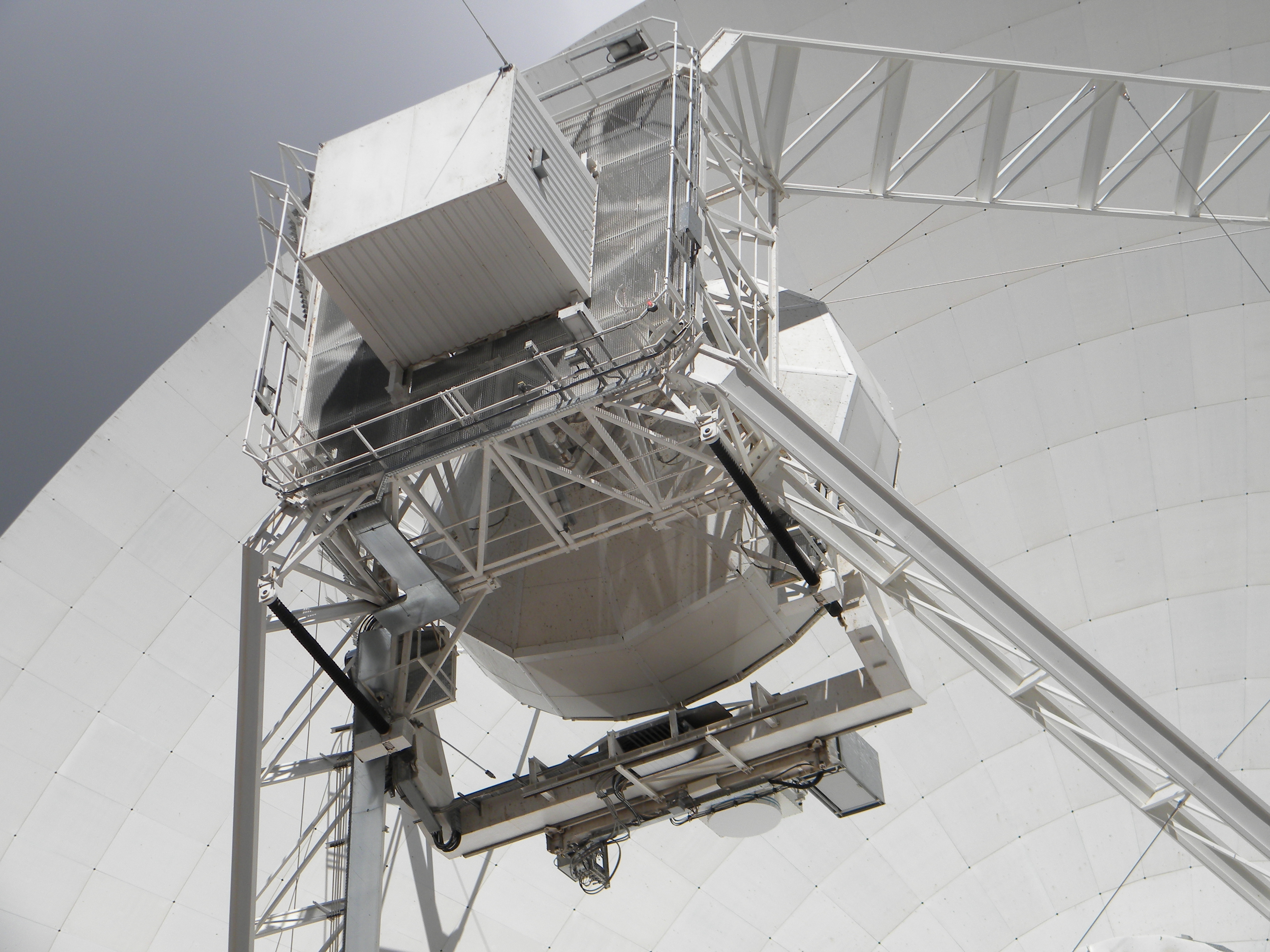
Lo specchio secondario

Il Sardinia Radio Telescope è uno strumento all'avanguardia dal punto di vista tecnologico, per quanto riguarda sia l'equipaggiamento elettronico che la componentistica meccanica, in virtù dei quali è capace di movimenti di precisione dell'ordine di 1/10000 di grado.
L'alidada su cui è montato lo specchio primario è una struttura d'acciaio alta circa 35 metri, in grado di sorreggere efficacemente lo specchio e i suoi meccanismi di movimento e di assicurarne la rotazione tramite 16 ruote, che scorrono su una rotaia circolare del diametro di 40 metri, posta al di sopra del basamento. Il peso totale gravante sulla rotaia è di 3000 tonnellate. Le velocità massime di rotazione sono di 0,85 gradi/s in azimut e di 0,5 gradi/s in elevazione. Lo strumento è dotato di un sistema di compensazione del backlash.
Lo specchio primario dello strumento è costituito da 1008 pannelli d'alluminio comandati da 1116 elettroattuatori e uniti a formare una superficie attiva del diametro complessivo di 64 m. La superficie modifica la propria forma per compensare le deformazioni indotte dal peso proprio e dalle variazioni di pressione e temperatura dell'aria; tali deformazioni non possono superare i 3 decimi di mm perché sia garantita la funzionalità dello strumento. L'entità delle deformazioni è misurata utilizzando tre diverse metodologie: il rilievo fotografico; l'analisi delle differenze di un segnale rispetto a come viene ricevuto con un'altra antenna di riferimento; il rilevamento diretto tramite una rete di alcune centinaia di sensori presenti sui pannelli. Lo specchio secondario è costituito da 49 pannelli di alluminio, e ha un diametro di 7,9 m. Esso è dotato di sei attuatori che lo mantengono in posizione corretta al variare della posizione dell'intero strumento, o, all'occorrenza, ne modificano l'orientamento. Il corretto allineamento dello specchio secondario viene verificato tramite un sistema di controllo laser. Il radiotelescopio viene orientato verso il punto desiderato tramite dodici motori, quattro dei quali eseguono il movimento in elevazione e otto il movimento in azimut.
Lo strumento ha la possibilità di lavorare in sei diverse posizioni focali, per ognuna delle quali è previsto il cambio dei ricevitori con un meccanismo automatico.
Grazie a queste caratteristiche, il Sardinia Radio Telescope è in grado di ricevere segnali con frequenze comprese tra 0,3 e 100 GHz. La sincronizzazione della strumentazione elettronica del SRT avviene con l'utilizzo degli orologi atomici del laboratorio di tempo e frequenza dell'Osservatorio astronomico di Cagliari. Con gli stessi orologi si ottiene anche il riferimento di tempo e frequenza necessario per il funzionamento dei ricevitori.
Altri servizi di supporto, necessari per l'attività del SRT, sono realizzati dall'Osservatorio astronomico di Cagliari: il monitoraggio delle interferenze di onde radio causate da altre attività (come le trasmissioni televisive e la telefonia mobile), il monitoraggio delle condizioni locali dell'atmosfera (con particolare riferimento alla presenza e alla variabilità del vapore acqueo) e infine la progettazione e la realizzazione dei ricevitori a microonde e di altra strumentazione elettronica installata sul radiotelescopio.
Il software di controllo del SRT, denominato NURAGHE, è stato sviluppato da personale INAF sulla base dell'ACS (Advanced Control Software), analogo software sviluppato dall'ESO per il progetto ALMA.
Il cluster di calcolo a servizio del SRT è inserito nel sistema distribuito denominato Cybersar.

## Attività e modalità di utilizzo

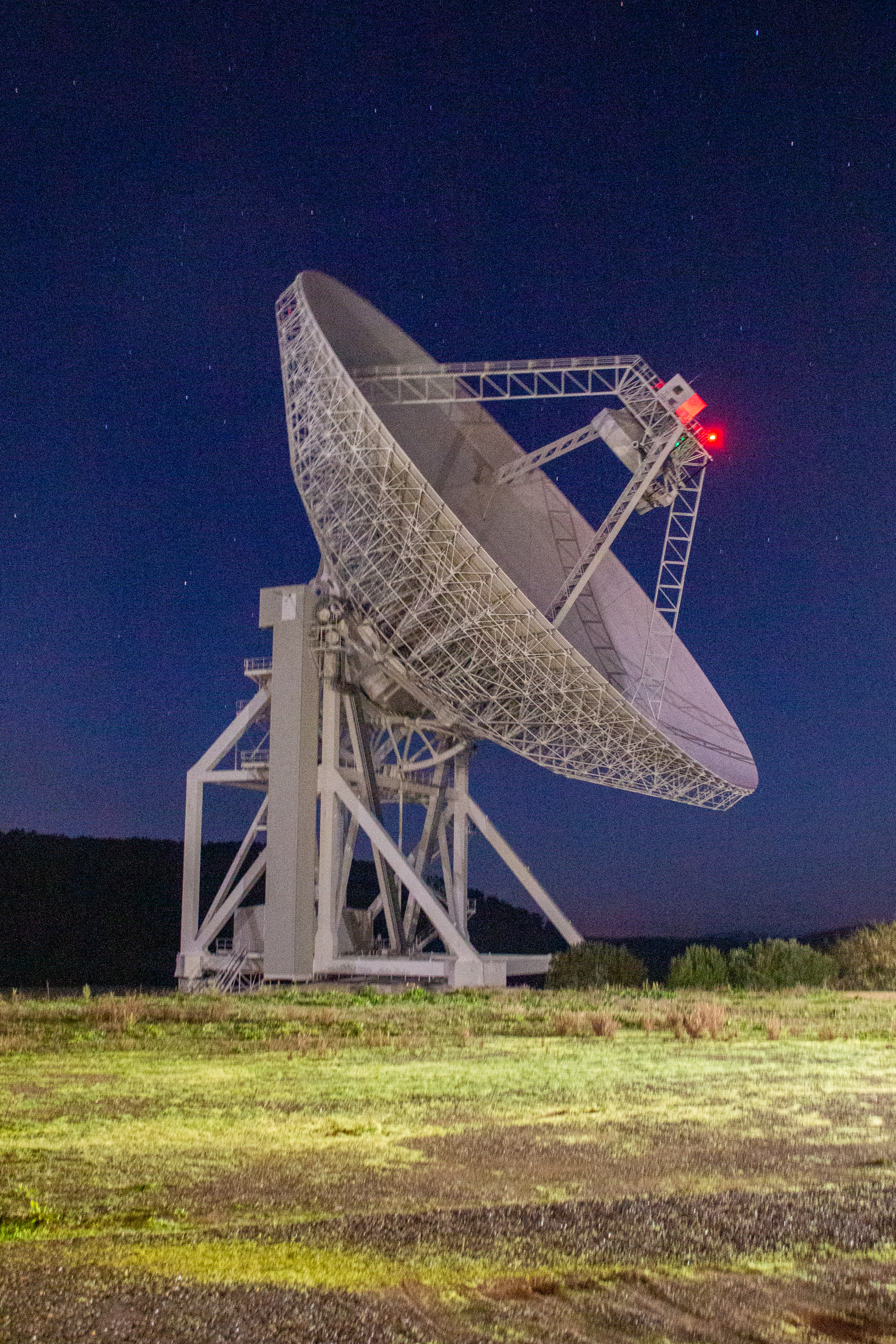
Il Sardinia Radio Telescope in una visione notturna

Il Sardinia Radio Telescope è dedicato per l'80% del tempo alla ricerca scientifica, mentre per il rimanente 20% svolge funzioni di controllo delle missioni automatiche di esplorazione spaziale e dei satelliti artificiali in orbita intorno alla Terra. Per quanto riguarda il primo tipo di attività, un comitato (composto da esperti di livello internazionale) valuta le proposte di ricerca presentate dalla comunità scientifica, e assegna il tempo di utilizzo dello strumento. La superficie attiva dello specchio primario rende il Sardinia Radio Telescope indicato per lo studio dei corpi celesti, mentre l'intervallo di frequenze in cui è in grado di operare ne rende possibile l'impiego per lo studio delle nubi molecolari, un tipo d'indagine non molto comune. Altre attività di ricerca scientifica praticate con il SRT riguardano lo studio di sistemi stellari giunti a fine vita come le pulsar (ideali per ottenere verifiche sperimentali della relatività generale), lo studio di maser e di oggetti dalla forte emissione radio (nuclei galattici attivi, radiogalassie, quasar, buchi neri), ma anche lo studio dei sistemi planetari di recente scoperta, alla ricerca di pianeti con una atmosfera.
Il Sardinia Radio Telescope può dare un significativo contributo anche nell'ambito della geodinamica, una branca importante delle scienze della Terra; in questo campo, l'utilità dei radiotelescopi consiste nel misurare gli spostamenti relativi delle zolle tettoniche. Il SRT è di grande utilità anche in attività di radarastronomia, tra le quali, ad esempio, la sorveglianza di asteroidi in possibile rotta di collisione con la Terra.
Per quanto riguarda le attività di esplorazione spaziale, il Sardinia Radio Telescope è utilizzato per governare le sonde automatiche inviate nello spazio e per ricevere i dati da esse inviati sulla Terra. Per questo scopo, il radiotelescopio ha ben presto riscosso l'interesse dell'ESA e della NASA, ed è inserito nella rete internazionale denominata Deep Space Network.
L'installazione del Sardinia Radio Telescope ha consentito la creazione in Italia della prima maglia di una rete interferometrica di lunghissima base (I-VLBI). Le tecniche di interferometria consentono agli studiosi di radioastronomia di disporre di strumenti virtuali di dimensioni paragonabili alla distanza alla quale si trovano i radiotelescopi reali. Utilizzando più di uno di questi strumenti in contemporanea per puntare lo stesso oggetto celeste, si ottiene una risoluzione tipica di strumenti che sarebbe impensabile costruire, tanto migliore quanto maggiore è la distanza tra le singole antenne. Nel caso della rete VLBI italiana, con i tre radiotelescopi di Medicina, Noto e San Basilio si ottiene un radiotelescopio virtuale di dimensioni equivalenti a quelle dell'Italia.
Il Sardinia Radio Telescope costituisce anche l'elemento più avanzato, dal punto di vista tecnologico, della rete interferometrica europea EVN (European VLBI Network). Il centro di controllo della rete si trova presso il Joint Institute for VLBI in Europe (JIVE), con sede a Dwingeloo, nei Paesi Bassi. Qui (quando la rete EVN è in funzione) affluiscono in tempo reale i dati frutto dell'attività del Sardinia Radio Telescope, così come degli altri radiotelescopi che compongono la rete.
A livello europeo, inoltre, il Sardinia Radio Telescope fa parte del progetto di collaborazione scientifica EPTA (European Pulsar Timing Array), teso a rilevare la propagazione delle onde gravitazionali tramite la misura di eventuali alterazioni nel moto di rotazione delle pulsar. I dati delle osservazioni eseguite nell'ambito di questa collaborazione vengono inviati al Jodrell Bank Centre for Astrophysics per essere elaborati. Il SRT è stato anche inserito nell'elenco dei radiotelescopi facenti parte del progetto denominato Radionet, finanziato fino al 2015 dalla Commissione europea, nel quale l'INAF è stato uno dei partner principali.
Le caratteristiche del Sardinia Radio Telescope consentono di utilizzarlo anche come componente di terra nelle attività di ricerca di radioastronomia condotte dallo spazio (Space VLBI), nelle quali la base della rete interferometrica assume dimensioni di centinaia di migliaia di km. Un esempio di tali esperimenti è quello realizzato con la missione RadioAstron, alla quale l'Italia partecipava già da tempo con i radiotelescopi di Medicina e Noto.

## Risultati scientifici di rilievo

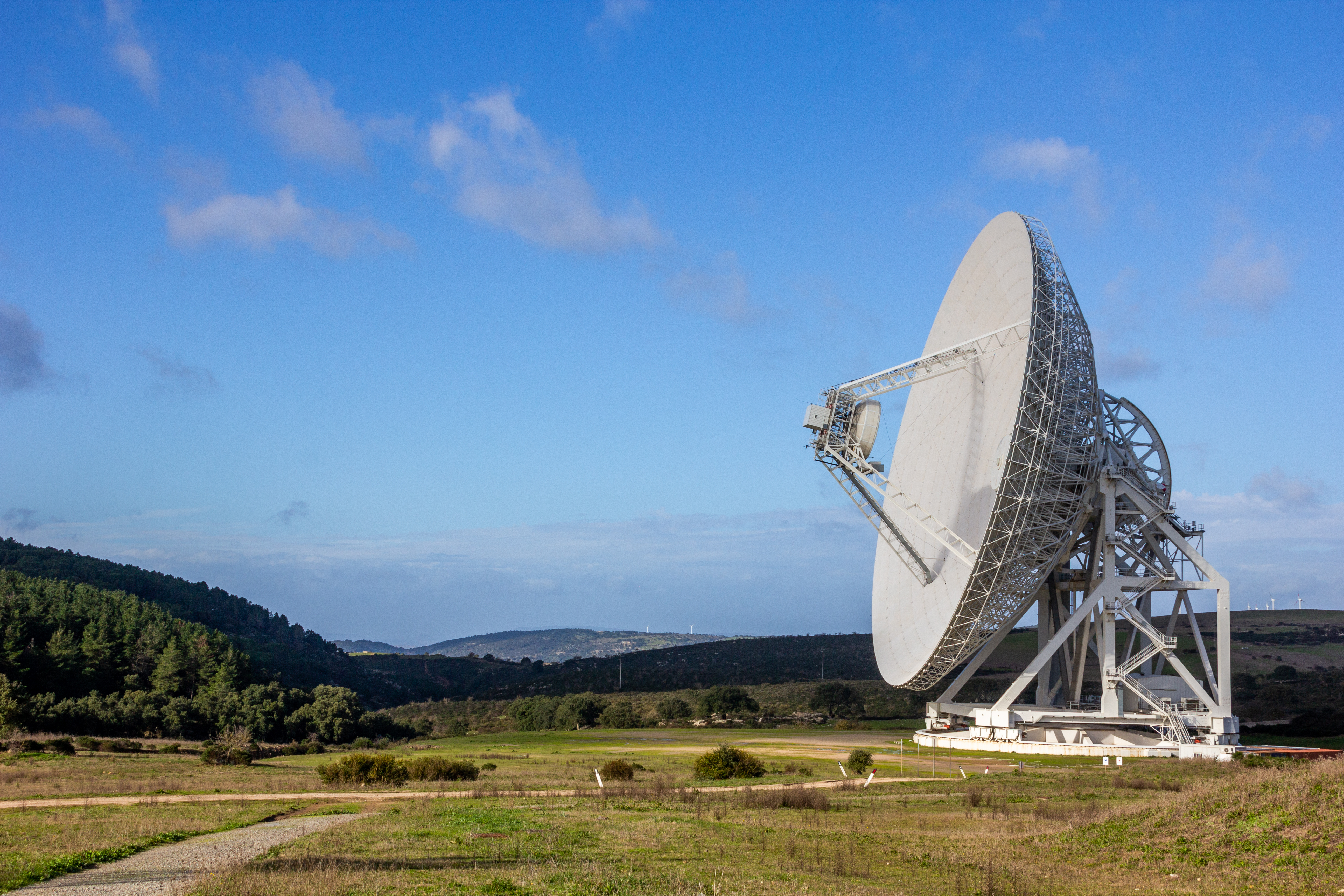
Vista del radiotelescopio col panorama

Nel 2015, poco prima di entrare in piena attività, il SRT è stato utilizzato in una serie di osservazioni congiunte con altri sette radiotelescopi della rete EVN. In quell'occasione, l'oggetto delle osservazioni è stata la massa di gas e polveri in rapida rotazione intorno ad una stella di grande massa da poco formata, nella regione di formazione stellare Cepheus A. Di questa nube di gas è stata realizzata, per la prima volta, la ricostruzione del moto in tre dimensioni, grazie alla rilevazione delle onde radio provenienti dai maser presenti nella stessa nube di gas.
Nei primi mesi del 2016, appena entrato in servizio, il SRT è stato utilizzato per studiare un buco nero di grande massa, contenuto nel nucleo di una galassia in movimento verso l'ammasso di galassie 3C 129. L'attività di ricerca portata a termine con queste osservazioni (le prime in luce polarizzata per SRT), ha permesso di concludere che le particolarità di questo oggetto precedentemente osservate dipendono dal fatto che il moto avviene a velocità supersonica, dell'ordine di alcuni milioni di km orari.
Nell'ambito di alcune ricerche dedicate allo studio degli ammassi di galassie attraverso la rilevazione del campo magnetico, misure realizzate nel 2016 con il SRT hanno confermato le teorie sulla formazione degli ammassi dall'aggregazione di gruppi più piccoli di galassie. In particolare, sono stati oggetto di osservazione l'ammasso Abell 194 e l'ammasso CIZA J2242+5301, che si trova in direzione della zona d'ombra galattica.